# Sagan om tsar Saltan (opera)

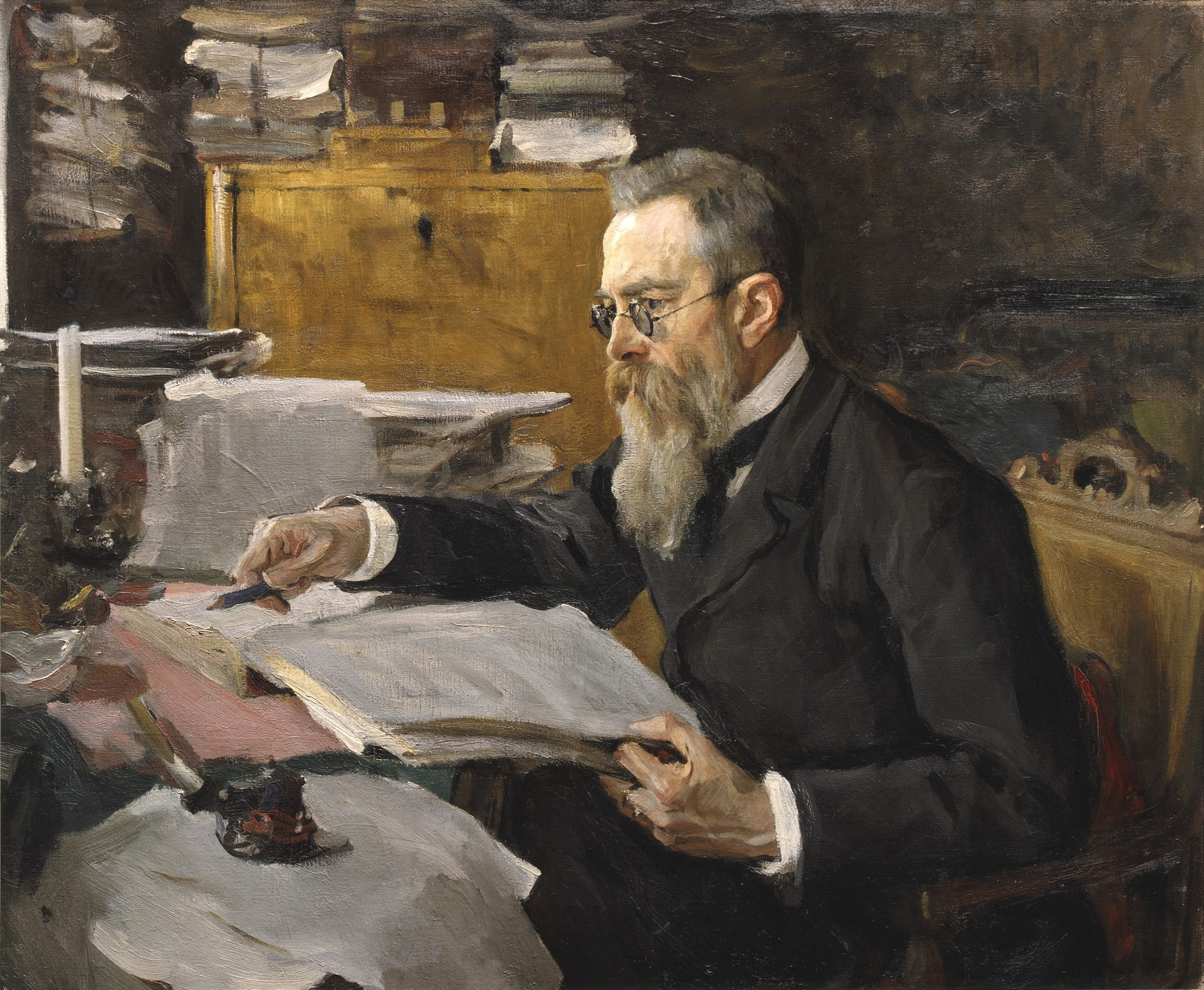
Nikolaj Rimskij-Korsakov målad av Valentin Serov 1898.

Sagan om tsar Saltan (Ryska: Сказка о царе Салтане, Skazka o Tsare Saltane) är en opera i en prolog och fyra akter med musik av Nikolaj Rimskij-Korsakov. Librettot skrevs av Vladimir Ivanovitj Belskij och bygger på dikten med samma namn av Aleksandr Pusjkin. Operans och diktens hela titel är Sagan om tsar Saltan, och om hans son den berömde och starke hjälten prins Gujdon Saltanovitj och om den vackra svanprinsessan (ryska: Сказка о царе Салтане, о сыне его славном и могучем богатыре князе Гвидоне Салтановиче и о прекрасной царевне Лебеди, Skazka o tsare Saltane, o syne jego slavnom i mogutjem bogatyre knjaze Gvidone Saltanovitje i o prekrasnoj tsarevne Lebedi).

## Historia
Liksom så många andra ryska operor bygger även Tsar Saltan på en berättelse av Pusjkin. Hela operan var färdig redan 1899 och sammanföll med festligheterna med anledning av 100-årsminnet av Pusjkins födelse. Operans många scener binds ihop med symfoniska mellanspel, av vilka det mest berömda är Humlans flykt. Det knyter samman tredje aktens båda scener. Operan hade premiär den 3 november 1900 på Solodovnikovteatern i Moskva med Michail Ippolitov-Ivanov som dirigent.

## Personer
- Tsar Saltan (Saltán) (bas)
- Tsaritsan Militrissa (sopran)

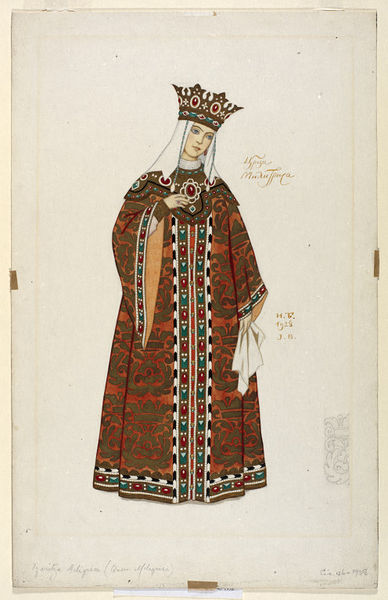
Tsaritsan Militrissa, kostymskiss av Ivan Bilibin 1929.

- Tkatjicha (sömmerska), mellansystern (mezzosopran)
- Povaricha (kokerska), storasystern (sopran)
- Babaricha (kontraalt)
- Tsarevitj Gujdon (Gvidón) (tenor)
- Tsarevna Svanprinsessan (Lebed) (sopran)
- Gammal man (tenor)
- Budbäraren (baryton)
- Skomoroch (narr) (bas)
- Tre sjömän (tenor, baryton, bas)

## Handling

### Prolog
I en bondgård sitter tre systrar med sin gamla faster Babarika och fantiserar om vad de skulle göra om tsaren valde en av dem till brud. Den äldsta skulle hålla en jättestor fest, den mellersta skulle fylla statskassan med dyrbara broderier och den yngsta vill ge tsaren en hjälteson. Tsaren har i hemlighet avlyssnat flickornas samtal och befaller att den yngsta Militrissa skall följa med honom till hans slott och bli hans gemål. Systrarna skall bli kokerska och sömmerska. Han tar också med Babarika.

### Akt I
I palatset väntar Militrissa spänt på att tsar Saltan skall komma hem från sina fälttåg så att hon kan lägga hans duktige nyfödde son Gujdon i hans famn, men Babarika har snappat upp hennes brev till tsaren om att pojken är född och ersatt det med ett eget där hon säger att tronarvingen är vanskapt. Därför kommer en budbärare från tsaren och ger order om att Militrissa och den nyfödde skall stängas in i en stor tunna och kastas i havet. Ingen vid hovet förstår varför och vägrar att verkställa ordern, men Militrissa vill till varje pris lyda sin man och kastas i havet. Hennes systrar och Babarika gläder sig.

### Akt II
Militrissa har strandat på en öde ö med sin gosse. De ser en hök anfalla en svan, och då Gujdon skjuter rovfågeln med pilbåge förvandlas svanen till en vacker ung flicka som lovar hjälpa honom så ofta han behöver. Hon blir till svan igen och simmar ut till havs. När de vaknar nästa morgon befinner de sig plötsligt utanför en ståtlig stad vars invånare kommer ut ur stadsporten och utropar Gujdon till sin furste.

### Akt III
Gujdon längtar emellertid tillbaka till sitt fosterland och när han en dag ser ett fartyg som är på väg till hans fars rike ber han svanen om hjälp. Den förvandlar honom genast till en humla som följer med båten till Saltans land.
Mellanspel - Humlans flykt.
Då fartyget ankrar i hamnen flyger humlan i förväg till tsarens palats, där Saltan sitter med Babarika och de båda systrarna. Sjömännen överbringar hälsningen från furst Gujdon och berättar om hans rike, och Saltan får lust att besöka den vackra staden. De tre kvinnorna avråder honom ivrigt tills de blir stuckna av humlan och smärtan tystnar dem. Hovmännen försöker förgäves slå ihjäl den fräcka humlan. Tsaren tillkännager sin avsikt att bege sig till Gujdons ö.

### Akt IV
Gujdon har återvänt till sitt land och önskar sig en hustru. Även i det avseendet kan svanen hjälpa honom genom att den åter förvandlar sig till den vackra flickan som han har drömt om. Tsar Saltan får ett storartat mottagande, och när han berättar om sitt liv förstår Gujdon att det är hans far. Saltan får till sin glädje återse sin hustru och lär känna sin son. Alla förlåter alla och lever lyckliga i alla sina dagar.